# Nordrach (Erlenbach)
Die Nordrach ist ein 15 km langer Fluss im westlichen Schwarzwald, der bei Zell am Harmersbach im Ortenaukreis in Baden-Württemberg von rechts und Nordnordosten mit dem Harmersbach zum ab hier nur noch kurzen Erlenbach, einem Nebenfluss der Kinzig, zusammenfließt. Ihr oberster Lauf heißt Klausenbach.

## Name
Als Ortsname erscheint der Name in den mittelalterlichen Aufzeichnungen als Norderaha (1139), Norderahe (1209) und um 1373 als Norderache. 
Das Wort Nordrach ist abgeleitet vom altdeutschen nord = Nord und aha = Bach und bedeutet dementsprechend „nördlicher Bach“, bezogen auf den Harmersbach als dem südlichen Gegenstück. Die gleiche Namenssituation kennzeichnet auch den Zusammenfluss der Ordnach (1111: Nordera) mit dem Seebach, dem Oberlauf der Wutach.

## Geographie

### Verlauf und Tallandschaft
Das nach Südwesten entwässernde Quellgebiet der Nordrach wird hufeisenförmig umschlossen von der früher als walddunkel geltenden Hochfläche der Moos. Sie entspringt südlich des Edelmannskopfes als Klausenbach auf dem nördlichen Gemeindegebiet von Nordrach im Ortenaukreis. Die mündungsfernste Quelle ist ein Brunnen, der etwa 1,2 km  östlich des Siedigkopf-Gipfels bei der Hilseckhütte auf etwa 727 m ü. NN liegt. Von hier an gräbt sich der junge Bach schnell einen tiefen, gut einen Kilometer langen und waldbestandenen Kerbtalabschnitt in Richtung Südosten, in dem ihn der Geißschleifweg nah begleitet. Dann läuft ihm auf ungefähr 530 m ü. NN der fast ebenso lange nördliche Quellast aus dem Sägloch zu. Nach etwa einem weiteren Kilometer fließt ihm auf etwa 435 m ü. NN ein Ast aus dem Glasloch hinzu, neben dem die K 5354 ins Tal absteigt, das es mit dem im Osten benachbarten Renchtal verbindet und daraufhin der Nordrach talabwärts fast bis zur Mündung folgt.
An dieser Stelle beginnt auf dem Talgrund die offene Flur, und die ersten Häuser von Nordrach-Kolonie zeigen sich. Der Bach heißt von nun an Nordrach. Er zieht südwestwärts durch ein Kerbsohlental, auf dessen schmalem Grund immer wieder kleine Zinken der Gemeinde liegen. Von beiden Seiten laufen der  Nordrach hier nacheinander etliche Bäche von weniger als 2½ Kilometern Länge aus oft steilen und größtenteils bewaldeten Kerbtälern zu. Vor allem auf der linken Seite entfernt sich dabei die Waldgrenze am Hang – wenn man einen nicht seltenen, aber nirgends breiten Waldstreifen am unteren Hangfuß außer Acht lässt – bis zu einen Kilometer vom Lauf und steigt bis zu 300 Meter über den Talgrund, auf den offenen Hangabschnitten dazwischen sind viele Einzelgehöfte verstreut. 
Nach etwa der Hälfte ihrer Flusslänge, kurz vor dem Dorf Nordrach, mündet von rechts und aus dem Norden auf etwa 303 m ü. NN ihr längster Zufluss, das Ernsbächle. Der Talgrund weitet sich hier zu einer kleinen Ebene, und die Nordrach zieht nun mit deutlich weniger Gefälle nach Südsüdwesten. Beim Gemeindeteil Untertal liegt oberhalb von Gewerbebauten ein größeres Neubaugebiet am, verglichen mit dem rechten, sehr viel flacheren linken Hang, dessen Siedlungszeilen auf ihm fünfzig Höhenmeter einnehmen, danach wird die Besiedlung im Tal wieder sporadischer. Gleich nach dem letzten Nordracher Zinken Lindach tritt der Fluss auf etwa 250 m ü. NN in das Gebiet der ländlichen Kleinstadt Zell am Harmersbach ein, in dem er auf dem restlichen knappen Viertel seines Laufes verbleibt. Vor dem größeren Zinken Neuhausen zweigt rechts der dreiviertel Kilometer lange, etwas mäandrierende Sägkanal ab, der zwischen dessen Häusern wieder zurückfließt. Am nördlichen Siedlungsrand von Zell selbst geht nach links ein 1⅓ km langer, eher gerader Gewerbekanal zum Harmersbach ab. Am Westrand von Zell mündet die Nordrach schließlich von rechts und Nordosten in den Harmersbach, wenige Schritte nachdem dieser den Gewerbekanal aufgenommen hat. Der vereinte Fluss zieht dann unter dem Namen Erlenbach weiter in der Richtung der Nordrach und erreicht nach etwa zwei Kilometern die Kinzig.

### Einzugsgebiet
Die Nordrach hat ein Einzugsgebiet von 40 km² Größe. Es ist ein etwa 14 km langer, südsüdwestlich laufender Schlauch, der sich schon bald nach der Nordspitze am Edelmannskopf im Mooswald auf gut vier Kilometer Breite ausgeweitet hat und sich dann langsam bis vor den Mündungskeil wieder auf etwas mehr als zwei Kilometer verengt. In der südlichen Hälfte verläuft die Nordrach der westlich benachbarten Kinzig genau entgegengerichtet. 
Im Norden und Nordosten liegt jenseits der Wasserscheide das Einzugsgebiet der Rench. Eine lange Bergkette im Südosten trennt das Einzugsgebiet der Nordrach von dem des Harmersbachs. Im Südwesten und Westen konkurriert der Reichenbach, im Nordwesten die Haigerach, die beide zur Kinzig entwässern.

### Zuflüsse
Längen und Einzugsgebiete nach den Datensatzeinträgen auf LUBW-FG10 und LUBW-GEZG, Gewässernamen bevorzugt nach der Hintergrundkarte der LUBW-FG10.
Ursprung der Nordrach auf etwa 727 m ü. NN als Klausenbach aus einem Brunnen an der Hilseckhütte im südlich des Edelmannskopfes gelegenen Mooswald auf dem nördlichen Gemeindegebiet von Nordrach, etwa 1,2 km östlich des Sedigkopfes.
- (Quellast durchs Sägloch), von links auf etwa 530 m ü. NN, 1,15 km. Entsteht etwa 0,7 km nordwestlich des Löcherberg-Gipfels im Hanselwald auf etwa 775 m ü. NN.
- (Quellast aus dem Glasloch), von links am Nordostrand von Nordrach-Kolonie auf etwa 435 m ü. NN, 1,947 km. Entsteht etwa 1,3 km südsüdöstlich des Edelmannskopfes bei der Hohtannhütte auf etwa 695 m ü. NN.
Mit diesem Zufluss wird der Bach zur Nordrach.
- Arnsbächle, von links bei Nordrach-Moosmatte auf etwa 383 m ü. NN, 0,913 km. Entsteht am Bärhag  auf etwa 505 m ü. NN und durchläuft das Heiberloch.
- Moosbächle (vielleicht auch Moosbächlein), von rechts bei Moosmatte auf etwa 382 m ü. NN, 2,045 km und 2,252 km². Entsteht etwa 0,6 km nördlich von Nordrach-Moosbach  auf etwa 525 m ü. NN.
- Schornbach, von rechts bei Nordrach-Bärhag auf etwa 376 m ü. NN, 1,214 km und 0,359 km². Entsteht etwa 0,3 km südwestlich des Rabenfels  auf etwa 525 m ü. NN.
- Bechtenbach, von rechts kurz nach Bärhag auf etwa 369 m ü. NN, 1,788 km und 1,027 km². Entsteht beim Wanderheim zwischen Kornebene und Schnaitberg auf etwa 632 m ü. NN.
- Wippersbächle, von links zu Füßen des Nordracher Rautschhofs auf etwa 365 m ü. NN, 2,244 km und 3,196 km². Entsteht etwa 1,0 km südwestlich des Rautschkopf-Gipfels auf etwa 563 m ü. NN.
- (Bach aus dem Holzsack), von rechts bei Nordrach-Hintertal auf etwa 355 m ü. NN, 1,334 km und 0,787 km². Entsteht im Holzsack am Südostabfall des Schnaitbergs auf etwa 525 m ü. NN.
- Merkenbach, von rechts bei Hintertal auf etwa 339 m ü. NN, 1,114 km. Entsteht am gleichnamigen Nordracher Zinken auf etwa 505 m ü. NN.
- Rühlsbach, von links auf etwa 331 m ü. NN, 1,055 km. Entsteht etwa 1,0 km WNW des Täschenkopf-Gipfels im Rutschbühl auf etwa 533 m ü. NN.
- Regelsbach, von links in Nordrach-Hinter Schrofen auf etwa 322 m ü. NN, 1,399 km und 0,744 km². Entsteht am Nordracher Zinken Flacken auf etwa 565 m ü. NN.
- Ittersbach, von links in Nordrach-Vorder Schrofen auf etwa 318 m ü. NN, 0,816 km und 0,342 km². Entsteht am Nordracher Zinken Unterflacken auf etwa 532 m ü. NN.
- Ernsbächle, von rechts in Nordrach-Vor Ernsbach auf etwa 303 m ü. NN, 2,807 km und 2,149 km². Entsteht am Südhang des Schnaitbergs auf etwa 575 m ü. NN.
- Schanzbächle, von links in Nordrach gegenüber der Kirche auf etwa 293 m ü. NN, 1,774 km und 0,802 km². Entsteht zwischen den Nordracher Zinken Flacken und Mühlstein auf etwa 565 m ü. NN.
- Hutmacherbächle, von links bei Nordrach-Allmend auf etwa 274 m ü. NN, 1,04 km. Entsteht beim Nordracher Zinken Buchbühl auf etwa 512 m ü. NN.
- Hermersbächle, von links in Nordrach-Lindach auf etwa 252 m ü. NN, 0,946 km. Entsteht etwa 0,5 km nördlich des Kuhhornkopf-Gipfels auf etwa 375 m ü. NN.
- (Bach aus dem Klausenloch), von links  auf etwa 231 m ü. NN, 0,881 km. Entsteht etwa 0,3 km südöstlich des Roßgabeneck-Gipfels auf etwa 375 m ü. NN.
- Steinenbach, von links kurz vor den ersten Häusern von Zell am Harmersbach-Neuhausen auf etwa 238 m ü. NN, 1,082 km. Entsteht etwa 0,4 km südwestlich des Kuhhornkopf-Gipfels im Eckwald auf etwa 395 m ü. NN.
- (Sägkanal), von rechts nach den ersten Häusern von Neuhausen auf etwa 232 m ü. NN, 0,757 km. Geht zwischen den beiden vorigen Mündungen auf rund 240 m ü. NN nach rechts ab und läuft in Schlingen.
- Eichgraben, von rechts im südlichen Neuhausen auf etwa 228 m ü. NN, 0.916 km. Entsteht etwa 0,3 km östlich des Neugrabeneck-Gipfels auf etwa 375 m ü. NN.
- → (Abgang des Gewerbekanals), nach links beim Sportgelände am Nordrand von Zell auf etwa 220 m ü. NN, 1,394 km. Mündet knapp vor dem Zusammenfluss von Nordrach und Harmersbach in den letzten.

Zusammenfluss der Nordrach mit dem von links kommenden Harmersbach nach einem Lauf von 15,126 km und auf etwa 211 m ü. NN am Westrand von Zell am Harmersbach zum Erlenbach, der selbst nach weiteren nur 2,6 km in die Kinzig mündet.